# Vulpea deșertului
Vulpea deșertului este un film de război biografic alb-negru din 1951 produs de 20th Century Fox despre mareșalul Erwin Rommel în ultimele confruntări ale celui de-al Doilea Război Mondial. James Mason interpretează rolul principal. Filmul a fost regizat de Henry Hathaway și s-a bazat pe cartea Rommel: The Desert Fox a brigadierului Desmond Young, care a servit în armata indiană britanică din Africa de Nord. 
Filmul a jucat un rol semnificativ în crearea mitului Rommel: faptul că Rommel era un comandant apolitic, genial, care s-ar fi opus politicilor naziste și a fost victima celui de-al treilea Reich din cauza participării la atentatul din 20 iulie împotriva lui Adolf Hitler.  
James Mason a jucat ulterior rolul generalului feldmareșal Erwin Rommel în filmul din 1953, Șobolanii deșertului.

## Prezentare
După o secvență pre-generic care înfățișează un raid nereușit al unui comando britanic pentru a-l asasina pe Rommel, povestea începe cu campania nord-africană din 1942 în timp ce britanicii, sub generalul Bernard Montgomery, se pregătesc să contraatace și să-i învingă pe nemți la El Alamein. Situația se agravează atunci când Rommel primește ordin de la Adolf Hitler (Luther Adler) să stea pe poziții până la ultimul și să nu se retragă. Rommel consideră ordinul nechibzuit și o risipă; în consecință, el devine din ce în ce mai deziluzionat de Hitler după ce cererile sale de evacuare a armatei sale sunt refuzate.
Când Rommel se îmbolnăvește la scurt timp după aceea, este dus cu avionul în Germania, unde este internat. Un vechi prieten de familie, dr. Karl Strölin (Cedric Hardwicke), îl vizită acolo cu o solicitare de a se alătura unui grup care complotează pentru răsturnarea lui Hitler. Rommel ezită. După recuperarea sa, Rommel este transferat pe coasta franceză, unde este responsabil de apărarea Zidului Atlanticului. După inspecție, el realizează că „zidul” oferă puțină protecție împotriva unei invazii aliate. El și superiorul său, feldmareșalul  Gerd von Rundstedt (Leo G. Carroll), sunt neputincioși datorită credinței astrologice a lui Hitler că adevărata invazie va veni dinspre Calais. Drept urmare, în ziua Z, Aliații invadează și asigură un cap de plajă. Rommel se alătură conspirației pentru a-l îndepărta pe Hitler de la putere.
Mai târziu, după ce Rommel este rănit grav atunci când autoturismul în care se afla este mitraliat de un avion aliat, colonelul Claus von Stauffenberg (Eduard Franz) plantează o bombă atunci când Hitler ține o conferință cu personalul său militar. Bomba explodează, dar Führer-ul supraviețuiește. Mii de suspecți sunt prinși și executați. Se lasă o tăcere oficială în privința lui Rommel. La scurt timp, generalul Wilhelm Burgdorf (Everett Sloane) este trimis de Hitler să-i prezinte lui Rommel ce alternative are: el poate fi acuzat de trădare și executat lucru care ar pune în pericol familia și faima sa, sau poate să se sinucidă fără durere. Rommel alege varianta din urmă. Își ia rămas bun de la soția și fiul său și se urcă în mașina lui Burgdorf pentru a se sinucide. Primul ministru Winston Churchill ține un discurs cu privire la Rommel în Camera Comunelor a Parlamentului Regatului Unit, în scena finală a filmului.

## Distribuție
- James Mason - Field Marshal Erwin Johannes Rommel
- Cedric Hardwicke - Dr. Karl Strölin
- Jessica Tandy - Frau Lucie Rommel
- Luther Adler - Adolf Hitler
- Everett Sloane - General Wilhelm Burgdorf
- Leo G. Carroll - Field Marshal Gerd von Rundstedt
- George Macready - General Fritz Bayerlein
- Richard Boone - Captain Hermann Aldinger
- Eduard Franz - Colonel Claus von Stauffenberg
- Desmond Young - Lt. Col. Desmond Young
- Michael Rennie - narator